# Soozie Tyrell
Soozie Tyrell (født 4. maj 1957), tidligere kendt som Soozie Kirschner, er en amerikansk violinist og sanger, mest kendt for sit arbejde med Bruce Springsteen i E Street Band.